# Seznam ruskih kolesarjev
Seznam ruskih kolesarjev.

## A
- Ildar Arslanov

## B
- Maksim Belkov
- Jevgenij Berzin
- Pavel Brutt

## C
- Aleksej Catevič

## Č
- Sergej Černecki
- Andrej Čmil

## F
- Aleksander Foliforov

## G
- Jevgenij Golovanov

## I
- Vladimir Isajčev
- Sergej Ivanov

## K
- Pavel Kočetkov
- Aleksander Kolobnjev
- Dmitrij Kozončuk
- Vjačeslav Kuznecov

## L
- Sergej Lagutin

## M
- Roman Malkin
- Denis Menčov

## O
- Artjom Ovečkin

## P
- Aleksander Porsev

## S
- Ivan Savickij
- Jegor Silin
- Pavel Sivakov
- Andrej Solomenikov

## T
- Pavel Tonkov
- Jurij Trofimov
- Igor Trubeckoj
- Nikolaj Trusov

## V
- Aleksander Vlasov
- Anton Vorobjev

## Z
- Olga Zabelinska
- Ilnur Zakarin